# 김찬우 (외교관)
김찬우(金澯又, 1960년 12월 25일 ~ )는 1984년 18회 외무고시 합격자 출신으로, 지난날 어언 3년간 전직 제21대 브라질 주재 대사관 대사 등을 지낸 전력이 있는 대한민국의 전직 외교관(1984년 제18회 외무고등고시 합격 출신자)이었다.

## 주요 이력

### 공직 입문
그는 1984년 제18회 외무고등고시 출신이기도 하다.

### 주요 경력
- 1984년 5월 - 제18회 외무고등고시 합격.
- 1984년 7월 - 외무부 사무관.
- 1988년 7월 - 영국 주재 대사관 공사 예하 외교사무비서관.
- 1989년 8월 - 영국 주재 대사관 대사 예하 행정정무비서관.
- 1991년 7월 - 외무부 장관 예하 국제외무행정비서관.
- 1992년 2월 - 외무부 장관 예하 국제외무행정보좌관.
- 1992년 11월 - 덴마크 주재 대사관 2등 서기관.
- 1995년 12월 - 필리핀 주재 대사관 1등 서기관.
- 2001년 1월 - 외교통상부 정보화정책담당관(2001년~2002년).
- 2001년 2월 - 한양대학교 정치외교학과 겸임교수.
- 2001년 8월 - 한양대학교 정치외교학과 겸임교수 퇴임.
- 2002년 1월 - 외교통상부 환경협력과 과장.
- 2003년 7월 - 프랑스 파리 소재 경제협력개발기구(OECD) 주재 총영사관 예하 대한민국 대표부 참사관.
- 2006년 5월 - 외교통상부 환경과학정책협력관.
- 2007년 2월 - 고려대학교 행정학과 객원교수(2007년~2008년).
- 2007년 8월 - 고려대학교 행정학과 객원교수 퇴임.
- 2008년 7월 - 환경부 국제정책협력관.
- 2008년 11월 - 람사르 협약 체제 당사국 총대표연합회 상임위원장 직책 위촉되어 마무드 아마디네자드 이란 대통령의 영접을 받으며 이란의 수도 테헤란을 예방(禮訪).
- 2009년 1월 - 람사르 협약 체제 당사국 총대표연합회 상임위원장 직책으로써 알란 가르시아 페루 대통령과 루이스 카스타녜다 로시오 페루 리마 시장의 공동 영접을 받으며 페루의 수도 리마를 예방(禮訪).
- 2011년 4월 - 케냐 주재 대사관 대사.
- 2014년 1월 - 국립외교원 예하 외교행정정책기획감.
- 2014년 2월 - 국립외교원 글로벌리더십 연수과정 입접.
- 2014년 8월 - 국립외교원 글로벌리더십 연수과정 수료.
- 2015년 2월 - 외교부 기후변화협상대책체계조처위원회 차석부대표위원장.
- 2015년 6월 - 외교부 북극협력대표위원장.
- 2016년 11월 - 외교부 국제환경교류협력위원장 겸 기후변화대사.
- 2018년 9월 5일 - 제21대 브라질 주재 대사관 대사.

### 학력
- 진주고등학교 졸업(1979년 2월)
- 한국외국어대학교 영어학과 학사(1984년 2월)
- 서울대학교 행정대학원 행정학 석사 수료(1988년 2월)
- 영국 옥스퍼드 대학교 대학원 외교학과 외교학 석사 수료(1989년 8월)
- 영국 케임브리지 대학교 대학원 정치학 석사(1991년 8월)